# Squadra Métis Gilera Racing
 (novembre 2024).
Si vous disposez d'ouvrages ou d'articles de référence ou si vous connaissez des sites web de qualité traitant du thème abordé ici, merci de compléter l'article en donnant les références utiles à sa vérifiabilité et en les liant à la section « Notes et références ».
La Squadra Métis Gilera Racing est arrivée en 2006 en catégorie 250cm3 avec comme pilotes Marco Simoncelli et Roberto Locatelli
Lors de la saison 2008, Marco Simoncelli et son équipe Gilera deviennent Champion du monde 250cm3 et constructeur.
Pour 2009, malgré un début de saison difficile et de nombreux abandons, Marco Simoncelli se bat contre Hiroshi Aoyama pour conserver le titre et monte pour la saison 2010 en MotoGP chez San Carlo Gresini et pilotera sur une Honda aux côtés de Marco Melandri.